# Aplosporella hedericola
Aplosporella hedericola är en svampart som beskrevs av Speg. Aplosporella hedericola ingår i släktet Aplosporella och familjen Botryosphaeriaceae.   Inga underarter finns listade i Catalogue of Life.